# Mnium stellare
Mnium stellare là một loài Rêu trong họ Mniaceae. Loài này được Reichard ex Hedw. mô tả khoa học đầu tiên năm 1801.

## Hình ảnh

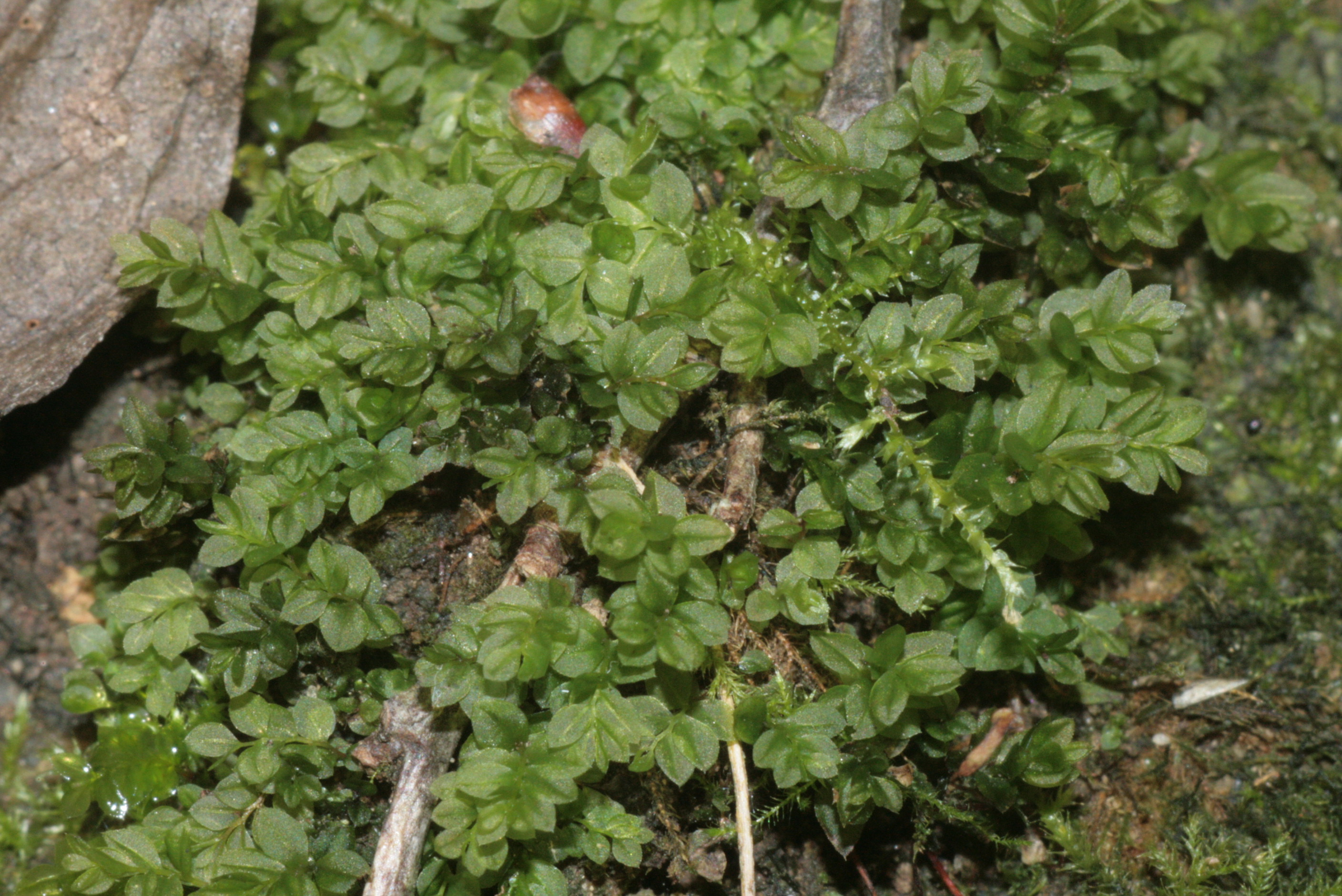
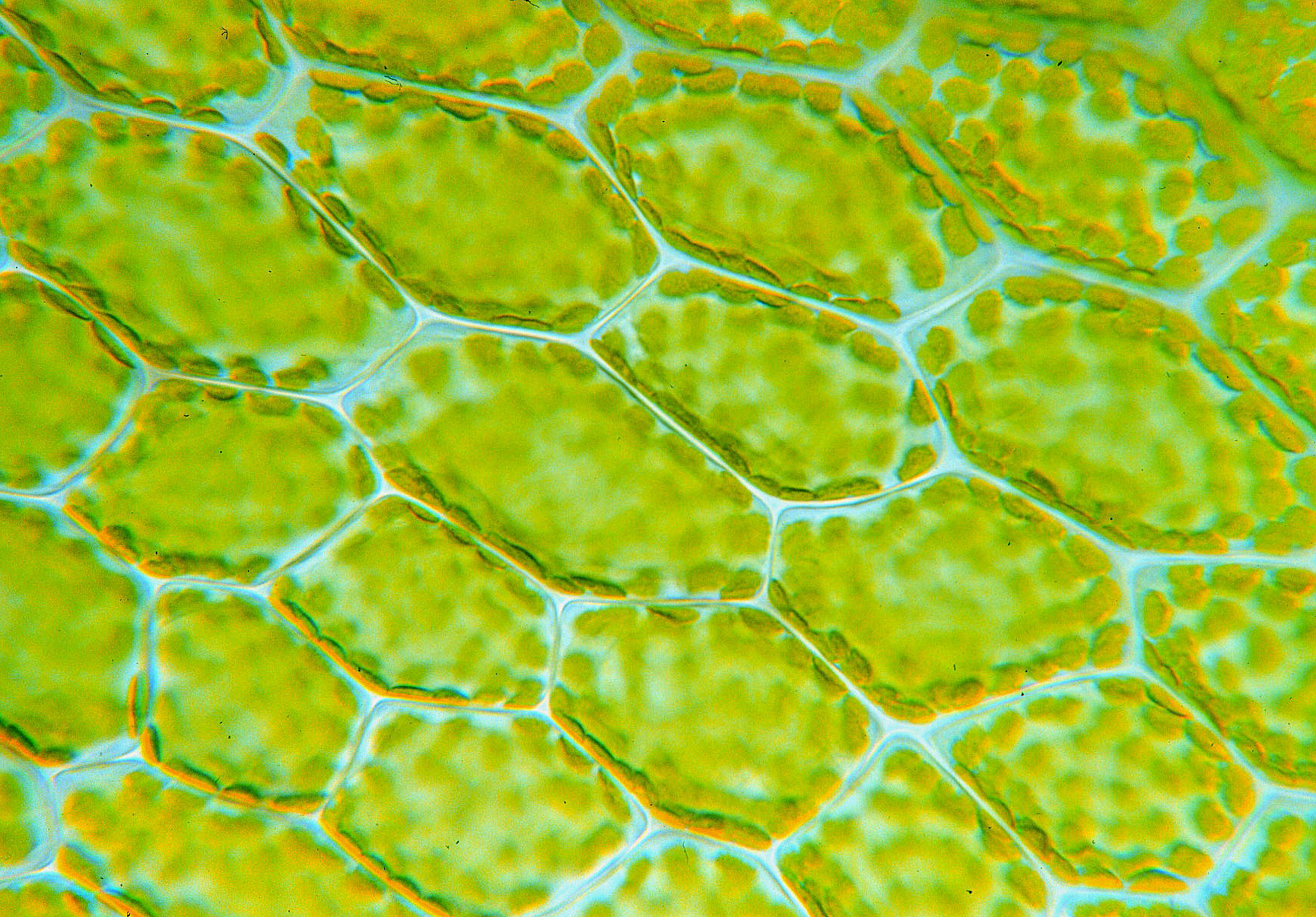
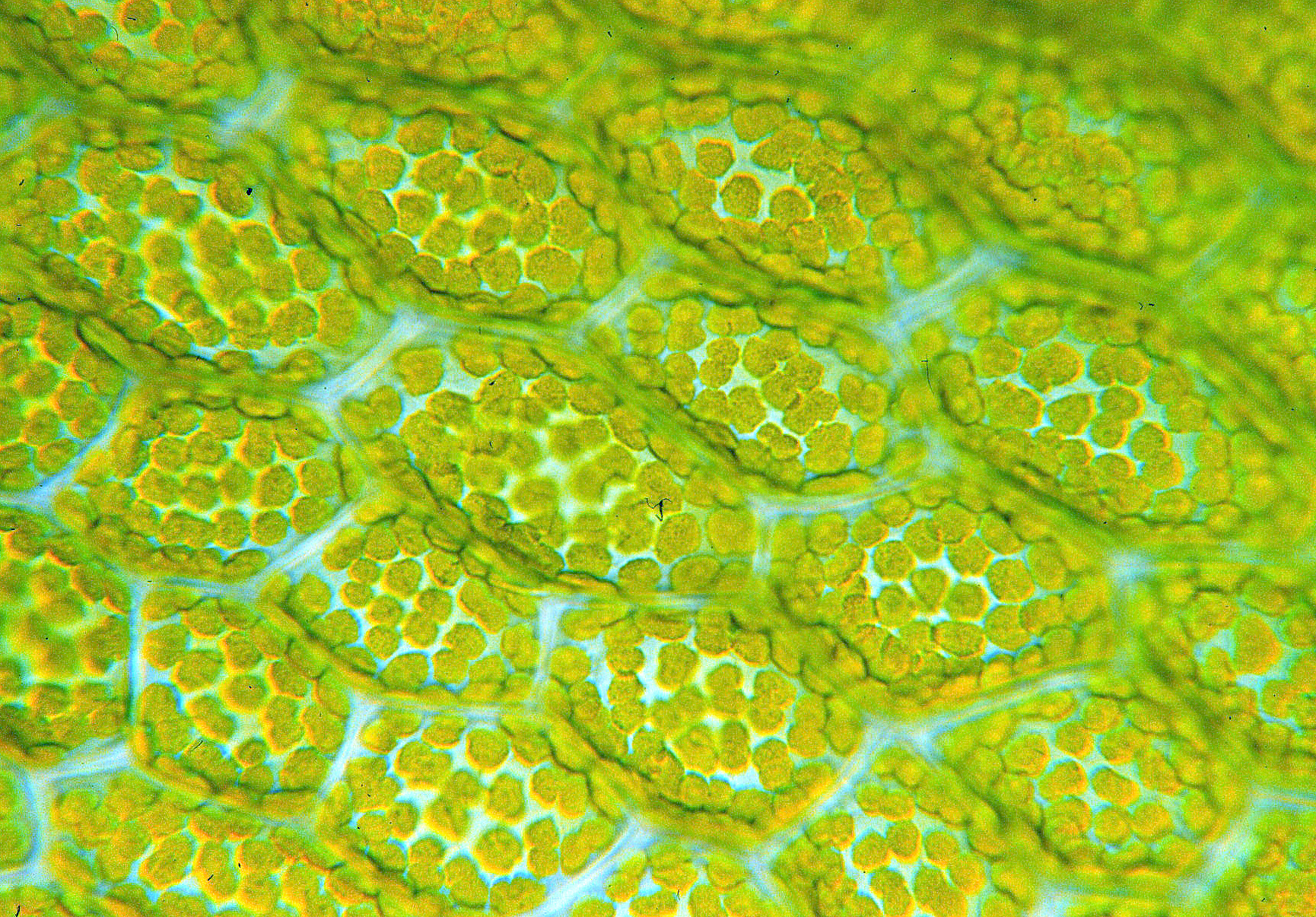
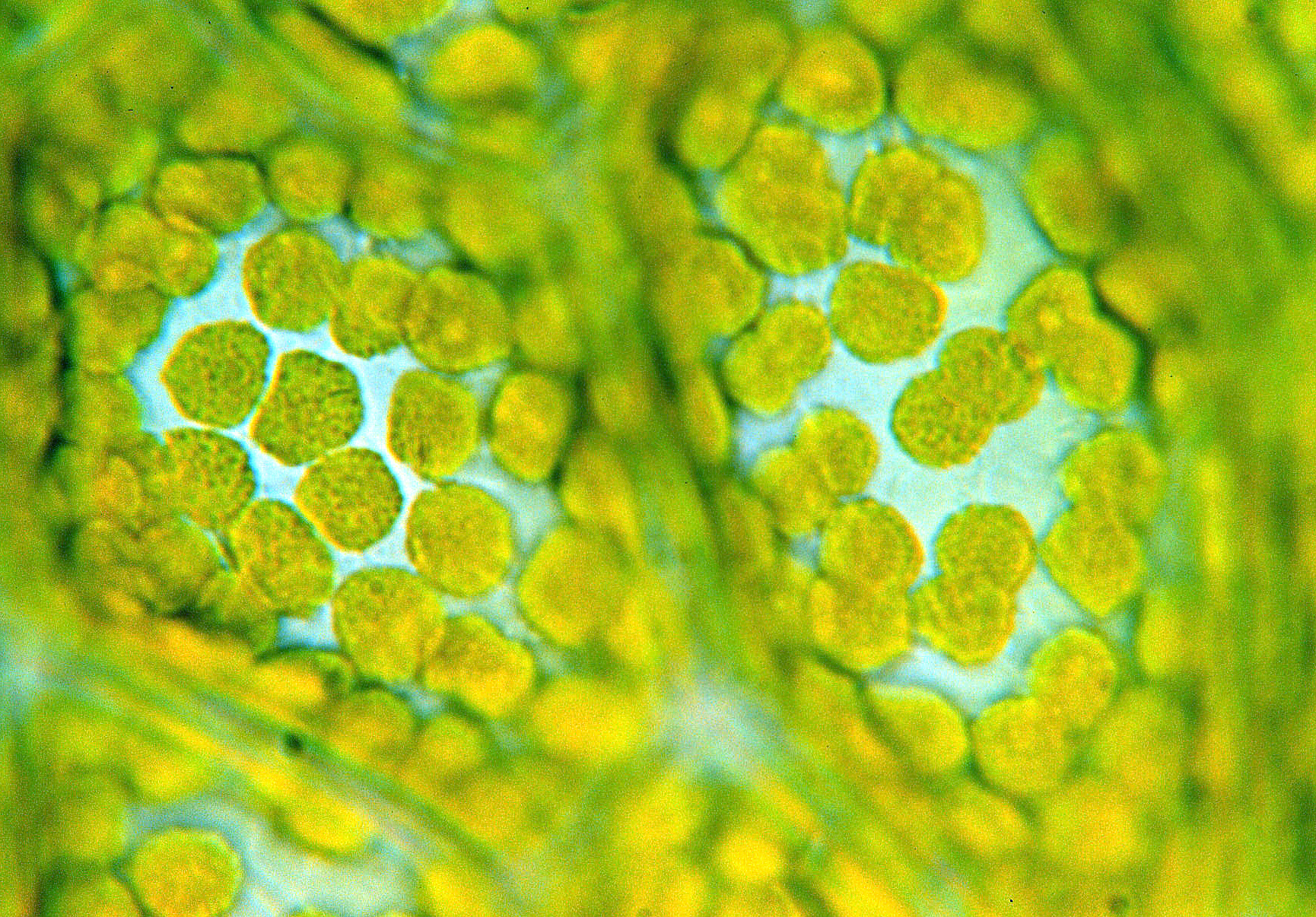